# William M. Calder

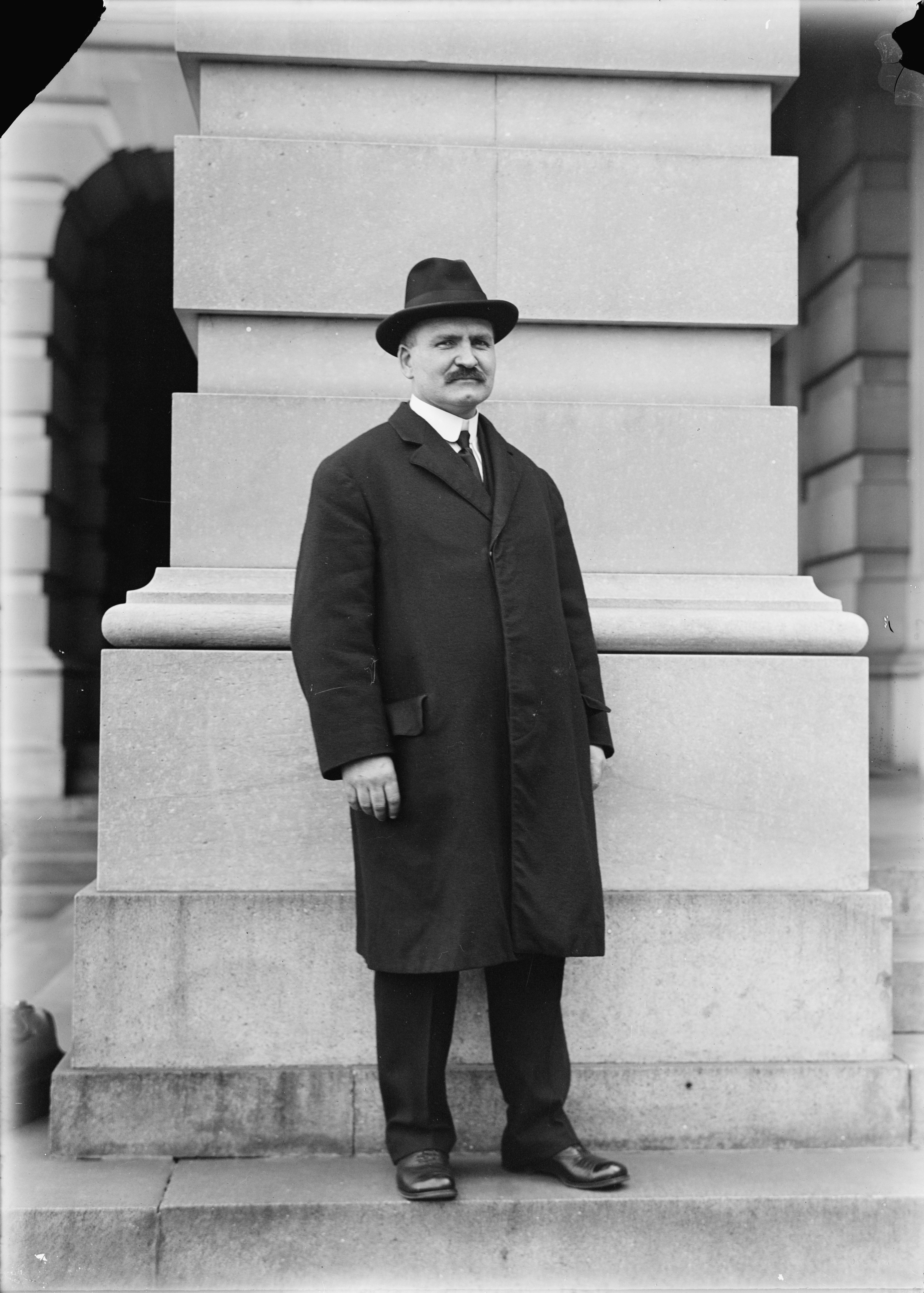
William M. Calder (1917)

William Musgrave Calder (* 3. März 1869 in Brooklyn, New York; † 3. März 1945 ebenda) war ein US-amerikanischer Politiker (Republikanische Partei), der den Bundesstaat New York in beiden Kammern des Kongresses vertrat.

## Werdegang
Nach dem Besuch der öffentlichen Schulen im damals noch selbständigen Brooklyn begann William Calder eine Ausbildung als Zimmermann. Außerdem bildete er sich an einer Abendschule in New York City weiter. Er betätigte sich ab 1893 im Bauausführungsgewerbe und amtierte von 1902 bis 1903 als Baukommissar (Building Commissioner) von Brooklyn, das mittlerweile als Stadtbezirk (Borough) zur Stadt New York gehörte. Calder war seit 1893 verheiratet und Vater zweier Kinder.
Im Jahr 1904 wurde Calder von der Republikanischen Partei im sechsten Distrikt von New York als Kandidat für die Wahl zum Repräsentantenhaus der Vereinigten Staaten aufgestellt. Nach seinem Sieg zog er am 4. März 1905 in den Kongress ein und verblieb dort bis zum 3. März 1915. Um eine erneute Wiederwahl bewarb er sich nicht; stattdessen nahm er an der republikanischen Primary für die Wahl zum US-Senat teil. Jedoch unterlag er dabei James Wolcott Wadsworth, der anschließend auch die eigentliche Wahl für sich entschied. Zwei Jahre später gewann Calder die Primary seiner Partei für den zweiten Senatssitz von New York knapp gegen den ehemaligen US-Außenminister Robert Bacon; anschließend setzte er sich gegen den Demokraten William F. McCombs sowie den späteren US-Außenminister Bainbridge Colby, der für die Progressive Party kandidierte, mit deutlichem Vorsprung durch.
Calder nahm sein Mandat im Senat ab dem 4. März 1917 wahr, konnte es aber nur eine Legislaturperiode lang ausüben. Bereits bei der nächsten Wahl unterlag er dem Demokraten Royal S. Copeland und musste am 3. März 1923 den Kongress verlassen. Während dieser Zeit war er unter anderem Vorsitzender des Committee to Audit and Control the Contingent Expense. Nach seiner Senatslaufbahn betätigte Calder sich wieder im Baugewerbe sowie als Direktor verschiedener Finanzinstitute in Brooklyn, wo er am 3. März 1945, seinem 76. Geburtstag, verstarb.
Sein Enkel William M. Calder III ist ein namhafter Altphilologe.